# G3BP2
G3BP2 (англ. G3BP stress granule assembly factor 2) – білок, який кодується однойменним геном, розташованим у людей на короткому плечі 4-ї хромосоми.  Довжина поліпептидного ланцюга білка становить 482 амінокислот, а молекулярна маса — 54 121.
| 10         |  | 20         |  | 30         |  | 40         |  | 50         |
| ---------- |  | ---------- |  | ---------- |  | ---------- |  | ---------- |
| MVMEKPSPLL |  | VGREFVRQYY |  | TLLNKAPEYL |  | HRFYGRNSSY |  | VHGGVDASGK |
| PQEAVYGQND |  | IHHKVLSLNF |  | SECHTKIRHV |  | DAHATLSDGV |  | VVQVMGLLSN |
| SGQPERKFMQ |  | TFVLAPEGSV |  | PNKFYVHNDM |  | FRYEDEVFGD |  | SEPELDEESE |
| DEVEEEQEER |  | QPSPEPVQEN |  | ANSGYYEAHP |  | VTNGIEEPLE |  | ESSHEPEPEP |
| ESETKTEELK |  | PQVEEKNLEE |  | LEEKSTTPPP |  | AEPVSLPQEP |  | PKAFSWASVT |
| SKNLPPSGTV |  | SSSGIPPHVK |  | APVSQPRVEA |  | KPEVQSQPPR |  | VREQRPRERP |
| GFPPRGPRPG |  | RGDMEQNDSD |  | NRRIIRYPDS |  | HQLFVGNLPH |  | DIDENELKEF |
| FMSFGNVVEL |  | RINTKGVGGK |  | LPNFGFVVFD |  | DSEPVQRILI |  | AKPIMFRGEV |
| RLNVEEKKTR |  | AARERETRGG |  | GDDRRDIRRN |  | DRGPGGPRGI |  | VGGGMMRDRD |
| GRGPPPRGGM |  | AQKLGSGRGT |  | GQMEGRFTGQ |  | RR         |  |            |

A: Аланін

C: Цистеїн

D: Аспарагінова кислота

E: Глутамінова кислота

F: Фенілаланін

G: Гліцин

H: Гістидин

I: Ізолейцин

K: Лізин

L: Лейцин

M: Метіонін

N: Аспарагін

P: Пролін

Q: Глутамін

R: Аргінін

S: Серин

T: Треонін

V: Валін

W: Триптофан

Кодований геном білок за функцією належить до фосфопротеїнів. 
Задіяний у таких біологічних процесах як транспорт, транспорт мРНК, поліморфізм, альтернативний сплайсинг. 
Білок має сайт для зв'язування з РНК. 
Локалізований у цитоплазмі.